# Thony Hemery
Anthony „Thony“ Hemery (* 22. November 1972 in Bourg-Saint-Maurice, Savoie) ist ein ehemaliger französischer Freestyle-Skifahrer. Er war auf die Buckelpisten-Disziplinen Moguls und Dual Moguls spezialisiert und gewann zweimal die Disziplinenwertung im Dual Moguls (Parallelbuckelpiste) sowie neun Rennen im Weltcup.

## Biografie
Thony Hemery gab am 12. Dezember 1992 in Tignes sein Debüt im Freestyle-Skiing-Weltcup. Nach vier Platzierungen unter den besten zehn durfte er noch im selben Winter an den Weltmeisterschaften in Altenmarkt-Zauchensee teilnehmen und belegte Rang 24. Im darauffolgenden März gewann er am Oberjoch seinen ersten Weltcup und schloss die Disziplinenwertung damit als Sechster ab. Trotz eines Sieges beim Weltcup-Auftakt in Tignes verpasste er in der nächsten Saison die Qualifikation für die Olympischen Spiele in Lillehammer.
In den beiden Wintern danach bestritt Hemery lediglich drei Wettkämpfe im Weltcup, konnte sich dabei aber nur einmal in den Punkterängen klassieren. Im Dezember 1996 feierte er in La Plagne in der neuen Disziplin Dual Moguls (Parallelbuckelpiste) seinen ersten Weltcupsieg seit drei Jahren. Mit drei weiteren Saisonsiegen entschied er die Disziplinenwertung für sich, bei den Weltmeisterschaften in Iizuna Kōgen blieb er als Fünfter knapp hinter den Medaillenrängen zurück. Nach unbeständigen Ergebnissen kam er im Rahmen der Olympischen Spiele von Nagano nicht über Rang 16 hinaus. Dank eines Sieges in Blackcomb sicherte er sich 1998/99 zum zweiten Mal den Gewinn der Dual-Moguls-Wertung. Nach den Weltmeisterschaften in Meiringen-Hasliberg, wo er mit den Rängen fünf und neun erneut keine Medaille gewinnen konnte, beendete Thony Hemery im März 1999 seine aktive Laufbahn im Leistungssport.

## Erfolge

### Olympische Spiele
- Nagano 1998: 16. Moguls

### Weltmeisterschaften
- Altenmarkt-Zauchensee 1993: 24. Moguls
- Nagano 1997: 5. Moguls
- Meiringen-Hasliberg 1999: 5. Moguls, 9. Dual Moguls

### Weltcupwertungen
| Saison  | Gesamt | Gesamt | Moguls | Moguls | Dual Moguls | Dual Moguls |
| Saison  | Platz  | Punkte | Platz  | Punkte | Platz       | Punkte      |
| ------- | ------ | ------ | ------ | ------ | ----------- | ----------- |
| 1992/93 | 26.    | 68     | 6.     | 608    | –           | –           |
| 1993/94 | 50.    | 46     | 15.    | 372    | –           | –           |
| 1995/96 | 102.   | 7      | 44.    | 56     | –           | –           |
| 1996/97 | 9.     | 88     | 4.     | 440    | 1.          | 404         |
| 1997/98 | 47.    | 46     | 15.    | 228    | 26.         | 40          |
| 1998/99 | 25.    | 54     | 11.    | 216    | 1.          | 260         |

### Weltcupsiege
Hemery errang im Weltcup 15 Podestplätze, davon 9 Siege:
| Datum             | Ort         | Land        | Disziplin   |
| ----------------- | ----------- | ----------- | ----------- |
| 20. März 1993     | Oberjoch    | Deutschland | Moguls      |
| 11. Dezember 1993 | Tignes      | Frankreich  | Moguls      |
| 15. Dezember 1996 | La Plagne   | Frankreich  | Dual Moguls |
| 18. Januar 1997   | Blackcomb   | Kanada      | Dual Moguls |
| 21. Februar 1997  | Kirchberg   | Österreich  | Dual Moguls |
| 13. März 1997     | Hundfjället | Schweden    | Moguls      |
| 15. März 1997     | Hundfjället | Schweden    | Dual Moguls |
| 5. Dezember 1997  | Tignes      | Frankreich  | Moguls      |
| 31. Januar 1999   | Blackcomb   | Kanada      | Dual Moguls |

### Weitere Erfolge
- 1 Podestplatz im Europacup